# 反則王
『反則王』（はんそくおう、原題：반칙왕）は、1999年に韓国で制作されたコメディ映画。2000年に韓国公開、2001年に日本公開された。監督：キム・ジウン、主演：ソン・ガンホ。

## 概要
『クワイエット・ファミリー』に続くキム・ジウン監督の第2作目。自分を変えたいと願う独身サラリーマンの奮闘を笑いと悲哀、プロレスアクションを交えて描く。1960～70年代の韓国におけるプロレス黄金期へのオマージュでもある。
日本公開時のキャッチコピーは、『昼はダメダメ銀行マン、夜は覆面プロレスラー』『自分の生き方が劇的に変わることなんて、そうない。「人生のヘッドロック．．．」貴方は解けますか？』

## ストーリー
銀行員のイム・デホ（ソン・ガンホ）は、夢と現実とが噛み合わない日々を送る独身男性。職場では遅刻常習と成績不振で叱責され、プロレス技のヘッドロックで彼を痛めつける上司が心の重圧となっていた。体力に自信のないデホは、せめて上司のヘッドロックを外したいというだけの気持ちで寂れたプロレスジムを訪れるが、かつてファンであったウルトラ・タイガーマスクの写真に感激して入門を希望する。プロレスジムの館長は彼を拒絶していたが、反則レスラーが必要だというプロモーターからの要求を断れず、デホを反則専門のレスラーに仕立て上げることにした。お笑いレスラーとしてデビューを果たしたデホは、やがて本気でトレーニングを重ねるようになっていく。

## キャスト
| 役名                                 | 俳優                       | 日本語吹替     |
| ------------------------------------ | -------------------------- | -------------- |
| イム・デホ                           | ソン・ガンホ               | 三木眞一郎     |
| ミニョン（館長の娘）                 | チャン・ジニョン           | 川崎恵理子     |
| テベクサン（太白山、ジムの所属選手） | パク・サンミョン           | うすいたかやす |
| ドゥシク（同僚の男性）               | チョン・ウンイン           | 栗田圭         |
| ウニ（同僚の女性）                   | キム・ガヨン               | 清水あき       |
| オデサン（五台山、ジムの所属選手）   | イ・ウォンジョン           | 藤本幸太郎     |
| 副支店長（デホの上司）               | ソン・ヨンチャン           | 拡森信吾       |
| ユ・ビホ（プロレス界のスター選手）   | キム・スロ                 |                |
| チャン館長（プロレスジム館長）       | チャン・ハンソン           | 橋本真也       |
| デホの父                             | シン・グ                   |                |
| プロモーター                         | ミョン・ゲナム             |                |
| スポーツ用品店員／レスラー           | パク・ソンウン             |                |
| 不良少年                             | シン・ハギュン（友情出演） |                |
| 不良少女                             | コ・ヒョギョン（友情出演） |                |
| サンピル（テコンドーの友人）         | イ・ギヨン（友情出演）     | 太田さとり     |

## スタッフ
- 制作：オ・ジョンワン
- プロデューサー：イ・ミヨン
- 監督：キム・ジウン
- 脚本：キム・ジウン
- 撮影：ホン・ギョンピョ
- 照明：チョン・ヨンミン
- 美術：ファン・インジュン

## エピソード
- 作品冒頭に挿入されるプロレス中継の映像はキム・イル（大木金太郎）の試合[1]。劇中にも人気選手としてキム・イルの名前があがる。
- タレントのダンカンが観客役で参加しているが、劇場公開版では出演場面がカットされた[1]。
- 主人公は実在の元プロレスラー、ペク・ジョンホをモデルにしている。彼は韓一銀行（現︰ウリィ銀行）の行員であったが、契約欲しさもあってキム・イル（大木金太郎）に弟子入りし1973年にデビュー。銀行に勤めるとともにプロレス活動を続け、2004年にレスラーとしての引退試合を行った[2]。